# يوهي الخامس
يوهي موسينجا (1883 - 13 يناير 1944)المعروف بـ يوهي الخامس، كان ملكًا لرواندا تولى السلطة في ديسمبر 1896 وتعاون مع الحكومة الألمانية لتعزيز ملكه. في عام 1931 تم عزله من قبل الإدارة البلجيكية بسبب عدم قدرته على العمل مع الرؤساء المرؤوسين ورفضه أن يُعمد ككاثوليكي. خلفه ابنه الأكبر موتارا الثالث. وبعد يومين، ذهب موامي السابق إلى المنفى في موبا، بالقرب من الحدود الكونغو البلجيكية، حيث عاش هناك حتى وفاته في يناير 1944.